# 신이시여 뉴질랜드를 지켜주소서

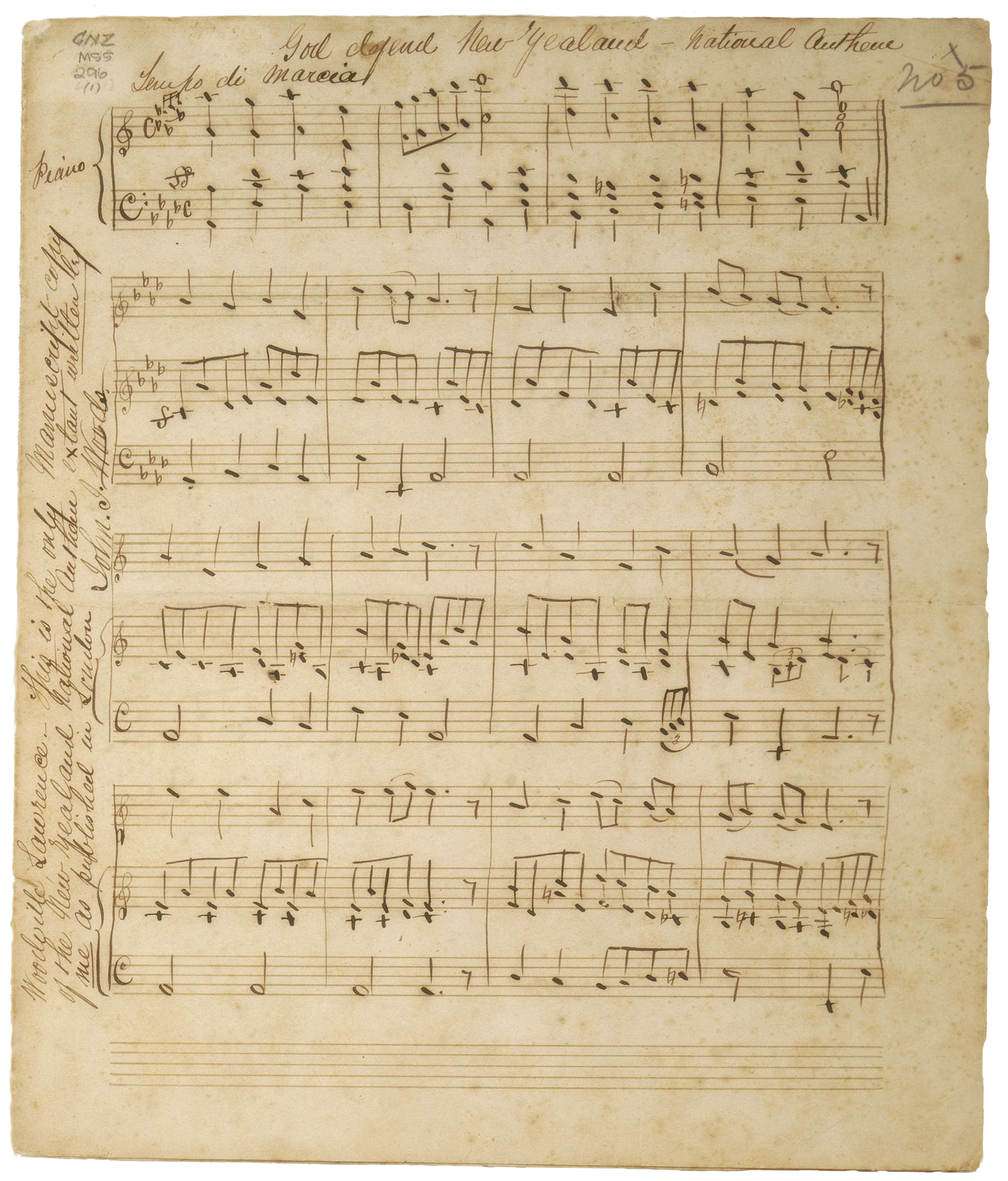

〈신이시여 뉴질랜드를 지켜주소서(영어: God Defend New Zealand〉는 1870년대에 토머스 브래큰(Thomas Bracken)이 작사하였고, 1876년에 존 조지프 우즈(John Joseph Woods)가 작곡하였다. 1978년 6월 1일부터 〈신이여 여왕을 보호하소서〉와 더불어 공동으로 뉴질랜드의 국가가 되었다.
현재 이 노래의 마오리어 가사도 추가되어 뉴질랜드 정부에 의해 공식적으로 인정되고 있다. 이 노래에 붙여진 마오리어 제목은 영어 제목과 의미가 다른 〈아오테아로아(마오리어: Aotearoa)〉이다. 아오테아로아는 뉴질랜드의 마오리어 이름이다.

## 영국식 영어가사

### 1절
| 영국식 영어 가사: "God Defend New Zealand" God of Nations at Thy feet, In the bonds of love we meet, Hear our voices, we entreat, God defend our free land. Guard Pacific's triple star From the shafts of strife and war, Make her praises heard afar, God defend New Zealand. | 한국어 가사의 번역: 열방의 하느님, 주님의 발 앞에, 사랑의 결속 안에 우리가 만나 나아오니, 간청하건데 우리의 목소리를 들어주소서. 하느님, 우리의 자유로운 땅을 지켜 주소서. 태평양의 세 개의 별을 지켜 주소서, 투쟁과 전쟁으로부터의 위협으로부터. 우리나라에 대한 찬사가 머나먼 곳까지 퍼지게 하소서. 하느님, 뉴질랜드를 지켜주소서. | 마오리어 가사: "Aoteroa" E Ihowā Atua, O ngā iwi mātou rā Āta whakarangona; Me aroha noa Kia hua ko te pai; Kia tau tō atawhai; Manaakitia mai Aotearoa |

### 전체 영어 가사
1
God of Nations at Thy feet,
In the bonds of love we meet,
Hear our voices, we entreat,
God defend our free land.
Guard Pacific's triple star,
From the shafts of strife and war,
Make her praises heard afar,
God defend New Zealand.
2
Men of every creed and race,
Gather here before Thy face,
Asking Thee to bless this place,
God defend our free land.
From dissension, envy, hate,
And corruption guard our State,
Make our country good and great,
God defend New Zealand.
3
Peace, not war, shall be our boast,
But, should foes assail our coast,
Make us then a mighty host,
God defend our free land.
Lord of battles, in Thy might,
Put our enemies to flight,
Let our cause be just and right,
God defend New Zealand.
4
Let our love for Thee increase,
May Thy blessings never cease,
Give us plenty, give us peace,
God defend our free land.
From dishonour and from shame,
Guard our country's spotless name,
Crown her with immortal fame,
God defend New Zealand.
5
May our mountains ever be
Freedom's ramparts on the sea,
Make us faithful unto thee,
God defend our free land.
Guide her in the nations' van,
Preaching love and truth to man,
Working out Thy Glorious plan,
God defend New Zealand.

### 전체 마오리어 가사
1
E Ihowā Atua,
O ngā iwi mātou rā
Āta whakarangona;
Me aroha noa
Kia hua ko te pai;
Kia tau tō atawhai;
Manaakitia mai
Aotearoa
2
Ōna mano tāngata
Kiri whero, kiri mā,
Iwi Māori Pākehā,
Rūpeke katoa,
Nei ka tono ko ngā hē
Māu e whakaahu kē,
Kia ora mārire
Aotearoa
3
Tōna mana kia tū!
Tōna kaha kia ū;
Tōna rongo hei pakū
Ki te ao katoa
Aua rawa ngā whawhai
Ngā tutū a tata mai;
Kia tupu nui ai
Aotearoa
4
Waiho tona takiwā
Ko te ao mārama;
Kia whiti tōna rā
Taiāwhio noa.
Ko te hae me te ngangau
Meinga kia kore kau;
Waiho i te rongo mau
Aotearoa
5
Tōna pai me toitū
Tika rawa, pono pū;
Tōna noho, tana tū;
Iwi nō Ihowā.
Kaua mōna whakamā;
Kia hau te ingoa;
Kia tū hei tauira;
Aotearoa

### 한국어 가사 전체 해석
1
열방의 하느님, 주님의 발 앞에,
사랑의 결속 안에 우리가 만나 나아오니,
간청하건데 우리의 목소리를 들어주소서.
하느님, 우리의 자유로운 땅을 지켜 주소서.
투쟁과 전쟁으로부터의 위협으로부터.
태평양의 세 개의 별을 지켜 주시고,
우리나라의 찬사가 머나먼 곳까지 퍼지게 하소서.
하느님, 뉴질랜드를 지켜주소서.
2
각자의 신념과 인종의 사람들이
여기 주님 앞에 모이느니
이 땅을 축복하기를 빕니다
하느님, 우리의 자유로운 땅을 지켜 주소서.
불화와 질투, 증오
그리고 부패에서 우리나라를 지켜주시고
나라를 훌륭하고 위대하게 하소서
하느님, 뉴질랜드를 지켜주소서.
3
전쟁이 아닌 평화는 우리의 자랑이 될것입니다
그러나 적들이 우리의 해안을 습격할때
우리를 힘있는 주인으로 만드소서
하느님, 우리의 자유로운 땅을 지켜 주소서.
전투의 주여! 당신의 힘으로
적들을 패주시키시고
우리의 목표를 정의롭고 올바르게 하소서
하느님, 뉴질랜드를 지켜주소서.
4
당신을 향한 우리의 사랑이 커지도록 하옵시고
주님의 축복이 끊임없게 하소서
우리에게 풍족과 평화를 주시고
하느님, 우리의 자유로운 땅을 지켜 주소서.
불명예와 수치로부터
우리나라의 결백한 이름으로 지켜주시고
불후의 명예의 왕관을 씌워 주소서
하느님, 뉴질랜드를 지켜주소서.
5
우리의 산들이 언제나
바다위의 자유의 성벽이 되시고
우리를 당신에게 신실하게 하소서
하느님, 우리의 자유로운 땅을 지켜 주소서.
나라의 선봉에서 인도하옵시고
사람들에게 사랑과 진실을 전파하며
당신의 영광스러운 사업이 실행되게 하소서
하느님, 뉴질랜드를 지켜주소서.

## 참고 문헌
1. ↑  “보관된 사본”. 2011년 5월 11일에 원본 문서에서 보존된 문서. 2013년 10월 7일에 확인함.